# Dialetto bisiacco
Il bisiaco (bisiàc /biˈzjak/) è un dialetto della lingua veneta, con un lessico derivante in buona parte dal friulano e in minor parte dallo sloveno, parlato nella Bisiacaria, nome non ufficiale con cui si indicano 8 comuni del Friuli-Venezia Giulia attorno a Monfalcone,  inclusi in un immaginario triangolo avente per lati il golfo di Panzano, il fiume Isonzo dalla foce a Sagrado e il limite occidentale dell'altopiano Carsico.

## Storia
Secondo Ugo Pellis e diversi studi, il bisiaco è una parlata autoctona «sorta dalla fusione incompleta del veneto col substrato originario friulano». Altri invece lo ritengono un'irradiazione del dialetto gradese (un'isola linguistica veneta conservatasi grazie alla secolare presenza veneziana) nell'entroterra, dove ha subito l'interferenza con il friulano. La prima ipotesi si può riallacciare al ripopolamento del territorio, dopo il XVI secolo, da parte di genti provenienti dall'area tra il basso Piave e la Livenza, zona dove tutt'oggi si parla la varietà del veneto detta liventina, Questa varietà in effetti condivide con il bisiaco molti tratti comuni, come ad esempio la caduta delle vocali finali atone e la terminazione in -si nel passato prossimo della coniugazione verbale (gavevisi, volevisi savevisi, ecc.).
Quanto all'origine del termine, l'ipotesi più condivisa riprende la parola slovena e croata beʒiak nell'accezione di "profugo", "fuggitivo" (dallo sloveno bežati "fuggire"), teorizzando una migrazione di genti di lingua romanza incalzate da popoli slavi, ma anche e soprattutto nel significato di "immigrato", cioè riferendosi alla ripopolazione avvenuta sotto la Serenissima di genti venete dopo le invasioni turche (che lasciarono quasi spopolato il territorio di Monfalcone e dal cui ripopolamento sarebbe nato il dialetto "bisiac"); un'altra ipotesi, ma meno condivisa, può essere ricollegata alla stessa parola beʒiak ma nel significato di "stupido", "mendicante" e "malvagio", avrebbe quindi la stessa etimologia dell'italiano "bislaco" (attraverso l'istro-italiano bizǧáko e bezǧáko). Un'etimologia più fantasiosa del XX secolo, infine, lo fa derivare dal latino bis aquae visto che la sua area di diffusione è delimitata dai due fiumi Timavo e Isonzo (accezione però che non ha senso dato che in latino si direbbe semmai binae aquae).
Da tempo ormai la parlata è in forte declino, avendo subito le pressioni del veneto di tipo triestino e, in tempi più recenti, dell'italiano. Già nel 1930 lo stesso Pellis annotava come fosse parlato quasi esclusivamente da adulti e anziani, resistendo in particolare nei centri di Fogliano, Pieris, San Canzian d'Isonzo, Staranzano e Vermegliano.

## Diffusione
Il bisiaco è diffuso nella cosiddetta Bisiacaria, il territorio della provincia di Gorizia compreso tra il Carso, l'Isonzo e la costa adriatica. Capoluoghi della Bisiacaria sono considerate Turriaco (culturalmente) e Monfalcone (economicamente) la cui parlata, in realtà, è oggi fortemente influenzata dal triestino. Il dialetto è più conservato nell'entroterra, in un'area avente per vertici Sagrado, San Canzian d'Isonzo e Monfalcone stessa e che coinvolge anche i comuni di Staranzano, Ronchi dei Legionari, Turriaco, San Pier d'Isonzo e Fogliano Redipuglia. Le forme più pure del bisiaco si riscontrano nei soli centri di Pieris, Begliano e Fogliano.

## Fonetica e fonologia
Il bisiaco presenta cinque vocali fonologicamente distintive: [i], [e], [a], [o], [u]. A livello fonetico il grado di apertura delle vocali medie può variare, senza che ciò abbia valore fonologicamente distintivo.
Le consonanti fonologiche sono:
- le occlusive [b], [p], [d], [t], [g], [k]
- le fricative [z], [s], [v], [f]
- le affricate [tʃ], [ts], [dz]
- le nasali [m], [n], [ɲ]
- la laterale [l]
- la vibrante [r]

A livello fonetico vanno aggiunti la nasale velare (che si ha per assimilazione davanti a consonante velare) e la laterale approssimante palatalizzata (che è un allofono della laterale alveolare).
Il bisiaco non ha consonanti geminate. La grafia “ss” non indica una consonante geminata ma la fricativa alveolare sorda [s] in posizione intervocalica.

## Grammatica
La grammatica del bisiaco presenta i seguenti tratti rilevanti:
- uso dei pronomi personali soggetto clitici per la seconda e terza persona singolare, nonché per la terza persona plurale. Per esempio: ti te magne (tu mangi), lu (o "élo") al magna (egli mangia), lori i magna (essi mangiano). Per le altre persone non vengono usati pronomi personali soggetto clitici. Per esempio: mi magno (io mangio), naltri magnemo (noi mangiamo), valtri magnè (voi mangiate). Questo tratto è identico a quanto avviene nel veneto centrale e nel padovano.
- fusione di congiuntivo e condizionale. Per esempio si dice se mi varìo magnà (se avessi mangiato) e mi varìo magnà (avrei mangiato).
- l'influenza del dialetto triestino e di altre parlate veneto-giuliane (che hanno iniziato a influenzare la parlata della città di Monfalcone con l'enorme sviluppo dei Cantieri Navali a partire dagli anni trenta del secolo scorso e, più tardi, con l'esodo di migliaia di istriani nel dopoguerra) si estende anche a livello morfologico. Per esempio a Monfalcone si possono sentire anche frasi come se mi gavessi magnado o se mi gaveria magnado (se avessi mangiato) al posto di "mi varìo magnà". Tale influenza del triestino incontra maggiori resistenze nelle aree più rurali della Bisiacaria ma anche in centri più grandi come Ronchi dei Legionari.

## Sistema di scrittura
Il bisiaco si scrive solitamente con l'alfabeto latino. La grafia del bisiaco ha come modello quella dell'italiano, dalla quale tuttavia si discosta per alcuni aspetti:
- la lettera x viene usata per indicare la fricativa alveolare sonora [z] in posizione iniziale di parola, come nella parola al xe (egli è), come nella lingua veneta.
- Il digramma ss viene usato per indicare la fricativa alveolare sorda [s] in posizione intervocalica, come nelle parole cossa (che cosa?), come nella lingua veneta. Tale digramma non indica, come invece avviene in italiano, un suono doppio.
- Il nesso s'c indica la successione della fricativa alveolare sorda e della affricata palatoalveolare sorda ([stʃ]), come nelle parole "s'cinca" (biglia) o "s'ciau" (schiavo), come nella lingua veneta dove viene indicata con s-c o sc.
- Non si usano i digrammi gl e sc dell'italiano, in quanto non esistono i suoni corrispondenti (anche se tendono a comparire nei prestiti lessicali più recenti dall'italiano).
- Non esistono doppie.

Non avendo il bisiaco alcuna ufficialità, non ne esistono grafie standardizzate riconosciute per legge. Tuttavia vi è la tendenza a convergere verso la grafia adottata nel Vocabolario fraseologico del dialetto bisiac.

## Lessico
Il lessico del bisiaco è in maggior parte di matrice veneta, tuttavia una buona parte dei vocaboli proviene dal friulano (a testimonianza del passato friulanofono dell'attuale Bisiacaria) e presenta numerosi prestiti da altre lingue, che indicano la sua condizione di parlata di contatto. In particolare i prestiti vengono dallo sloveno e dal tedesco. Meno numerose sono le parole di origine greca.
Normalmente i prestiti lessicali sono adattati alla fonetica bisiaca, tranne nel caso di alcuni prestiti dal friulano, che mantengono delle caratteristiche fonotattiche non proprie del bisiaco. Per esempio si registra la presenza dei nessi [bl], [kl], che in bisiaco dovrebbero evolvere in [bj] e [tʃ] (p.es. in bisiaco si hanno blèda e sclipignàr mentre ci si dovrebbe attendere *bièda e *s'cipignàr). Ciò è dovuto probabilmente a residui del substrato linguistico friulano.
Nella tabella seguente si riportano alcuni esempi di parole bisiache di origine friulana, tedesca, slovena e greca. Per chiarezza, si indica l'accento tonico di ogni parola. Va tenuto conto che gran parte dei prestiti sono presenti anche nel dialetto triestino
| Parola bisiaca                    | Significato in italiano         | Origine |
| --------------------------------- | ------------------------------- | --- |
| bàba                              | donna (spreg.)                  | dallo sloveno baba (donna) |
| basilàr                           | perdere tempo (spreg.)          | dal friulano bacilâ (preoccuparsi) |
| blèda                             | bietola                         | dal friulano blede (bietola) |
| chèba                             | carcere o gabbia                | forse dal tedesco dialettale kibl (gabbia per animali) |
| ciòc                              | sbronzo                         | dal friulano cjoc (sbronzo) |
| clànfa                            | zanca                           | dal friulano clanfe (zanca) |
| còfe                              | stupido                         | dal tedesco Kopfweh (mal di testa) |
| cràgna                            | sporcizia                       | dal friulano cragne (sporcizia) |
| crocàl                            | gabbiano                        | dal friulano cocâl/crocâl (gabbiano) |
| cròt                              | nudo                            | dal friulano crot (nudo) |
| cuchèr                            | spioncino                       | dal tedesco gucken (guardare) |
| cudìc                             | argento vivo (fig.) diavolo     | dallo sloveno hudič (demonio), probabilmente tramite il friulano cudiç. Si usa solo nell'espressione gaver el cudic (avere l'argento vivo addosso) (aver il diavolo in corpo). |
| cunìn                             | coniglio                        | dal friulano cunin (coniglio). Esiste anche la parola prettamente bisiaca cunic.                                                                                               |
| disbredeàr                        | sbrogliare                      | dal friulano disberdeâ (sbrogliare) |
| falìsca                           | scintilla                       | dal friulano faliscje (scintilla) |
| fufignàr                          | sgualcire                       | dal friulano fufigne (raggiro) |
| gnòtul                            | pipistrello                     | dal friulano gnotul (pipistrello) |
| inzopedàrse                       | inciampare                      | dal friulano inçopedâsi (inciampare) |
| intivàr                           | azzeccare                       | dal friulano intivâ (azzeccare) |
| intrigàr                          | intralciare                     | dal friulano intrigâ (intralciare) |
| làmio                             | insipido                        | dal friulano lami (insipido) |
| ninìn (poco usato nel Territorio) | carino                          | dal friulano ninin (carino/piccolo) |
| papùsa                            | ciabatta                        | dal friulano papuce (ciabatta) |
| pèc                               | panettiere                      | dal tedesco Bäcker (panettiere), forse tramite lo sloveno pek (panettiere) o il friulano pec (panettiere)                                                                      |
| piròn                             | forchetta                       | dal greco piruni (forchetta), è probabile tramite il friulano piròn |
| ràza                              | anitra                          | dallo sloveno raca (anitra) |
| remitur                           | gran confusione                 | dal francese demi-tour (dall'ordine militare mal capito dalle truppe italiane)                                                                                                 |
| sbrovàr                           | scottare                        | dal friulano sbrovâ (scottare) |
| sclipignàr                        | schizzare                       | dal friulano sclipignâ (schizzare) |
| discreàr                          | usare per la prima volta        | dal friulano screâ (usare per la prima volta), derivato di crei (nuovo) |
| sdrondenàr                        | scuotere                        | dal friulano sdrondenâ (scuotere) |
| sdrùma                            | grande quantità                 | dal friulano sdrume (grande quantità) |
| sìna                              | rotaia                          | dal tedesco Schiene (rotaia) |
| strìca                            | riga                            | dal tedesco Strich (riga), tramite il friulano striche (riga) |
| strùcul                           | strudel                         | dal tedesco Strudel, tramite il friulano strùcul o lo sloveno strukli |
| stupidès                          | stupidaggine                    | dal friulano stupideç (stupidaggine) |
| vedràn                            | zitello (spreg.)                | dal friulano vedran (zitello) |
| vìz                               | spiritosaggine, gioco di parole | dal tedesco Witz (spiritosaggine) |
| zìma                              | freddo                          | dallo sloveno zima (inverno) |

## Esempio di bisiaco
A titolo di esempio, si riporta la poesia Lisonz ("Isonzo") di Ivan Crico di Pieris (dalla raccolta Piture, Mondovì, Boetti, 1997).
Par giaroni ciari de gnente me 'nvïo,

loghi de disért spiandor, onde che 'l còdul

al se frua saldo 'nzeà de ziti. Al vént

de boi se 'ndulzisse cu'l udor fiéul

dei pirantoni; là in cau, smagnada

del ciaro, zente foresta la polsa

zidìna, senza spetar. Del desmentegarme

al me recordo de nóu al se ànema

cui lusori che in alt - virtindo del burlaz -

i se 'npïa ta le ponte, contra al biau nét.
Lungo greti chiari di niente mi avvio,

luoghi dal deserto splendore, dove il ciottolo

si consuma da sempre abbagliato di silenzi. L'aria

infuocata si addolcisce con l'odore sottile

dei fiori di topinambùr; là in fondo, erosa

dalla luce, gente sconosciuta riposa

in silenzio, senza aspettare. Dal dimenticarmi

il mio ricordo si rianima con i chiarori

che in alto - preannunciando il temporale -

si accendono sulle cime degli alberi, contro l'azzurro puro.